# العلاقات البيروية الغرينادية
العلاقات البيروفية الغرينادية هي العلاقات الثنائية التي تجمع بين بيرو وغرينادا.

## مقارنة بين البلدين
هذه مقارنة عامة ومرجعية للدولتين:
| وجه المقارنة                                              | بيرو                                   | غرينادا                                |
| --------------------------------------------------------- | -------------------------------------- | -------------------------------------- |
| المساحة (كم2)                                             | 1.29 مليون                             | 348                                    |
| عدد السكان (نسمة)                                         | 32.16 مليون                            | 107.83 ألف                             |
| الكثافة السكانية (ن./كم²)                                 | 24.93                                  | 30.99 ألف                              |
| العاصمة                                                   | ليما                                   | سانت جورجز                             |
| اللغة الرسمية                                             | اللغة الإسبانية، اللغة الأيمرية، كتشوا | لغة إنجليزية، إنكليزية غرنادة المولدة ‏ |
| العملة                                                    | سول بيروفي جديد                        | دولار شرق الكاريبي                     |
| الناتج المحلي الإجمالي (بليون دولار)                      | 211.39 مليار                           | 1.12 مليار                             |
| الناتج المحلي الإجمالي (تعادل القوة الشرائية) بليون دولار | 393.13 مليار                           | 1.45 مليار                             |
| الناتج المحلي الإجمالي الاسمي للفرد دولار أمريكي          | 6.03 ألف                               | 9.21 ألف                               |
| الناتج المحلي الإجمالي للفرد دولار أمريكي                 | 11.99 ألف                              | 12.43 ألف                              |
| مؤشر التنمية البشرية                                      | 0.740                                  | 0.750                                  |
| رمز المكالمات الدولي                                      | +51                                    | +1473                                  |
| رمز الإنترنت                                              | .pe                                    | .gd                                    |
| المنطقة الزمنية                                           | توقيت بيرو، 00                         | 00                                     |

## منظمات دولية مشتركة
يشترك البلدان في عضوية مجموعة من المنظمات الدولية، منها:
| علم المنظمة | اسم المنظمة                                                          | تاريخ انضمام بيرو | تاريخ انضمام غرينادا |
| ----------- | -------------------------------------------------------------------- | ----------------- | -------------------- |
|             | وكالة حظر الأسلحة النووية في أمريكا اللاتينية ومنطقة البحر الكاريبي ‏ | ?                 | ?                    |
|             | الاتحاد البريدي العالمي                                              | ?                 | ?                    |
|             | يونسكو                                                               | 21 نوفمبر 1946    | 17 فبراير 1975       |
|             | البنك الدولي للإنشاء والتعمير                                        | 31 ديسمبر 1945    | 27 أغسطس 1975        |
|             | منظمة التجارة العالمية                                               | ?                 | ?                    |
|             | وكالة ضمان الاستثمار متعدد الأطراف                                   | 2 ديسمبر 1991     | 12 أبريل 1988        |
|             | الاتحاد الدولي للاتصالات                                             | 12 يوليو 1915     | 17 نوفمبر 1981       |
|             | منظمة الشرطة الجنائية الدولية                                        | ?                 | ?                    |
|             | مؤسسة التمويل الدولية                                                | 20 يوليو 1956     | 28 أغسطس 1975        |
|             | الأمم المتحدة                                                        | 31 أكتوبر 1945    | 17 سبتمبر 1974       |
|             | مؤسسة التنمية الدولية                                                | 30 أغسطس 1961     | 28 أغسطس 1975        |
|             | منظمة حظر الأسلحة الكيميائية                                         | ?                 | ?                    |
|             | المركز الدولي لتسوية المنازعات الاستشارية                            | 8 سبتمبر 1993     | 23 يونيو 1991        |

## وصلات خارجية
- موقع وزارة الخارجية البيروفية